# 僕を溶かしてくれ
『僕を溶かしてくれ』（ぼくをとかしてくれ、朝: 날 녹여주오、英: Melting Me Softly）は、2019年に制作された韓国のテレビドラマ。出演は、チ・チャンウク、ウォン・ジナ、ユン・セアなど。制作は、スタジオドラゴンと脚本家ペク・ミギョンが設立したストーリーフェニックス。2019年9月28日から11月17日まで毎週土曜・日曜21:00（KST）からtvNで全16話放送された。

## あらすじ
1999年、人気バラエティ番組を手掛ける敏腕プロデューサー、マ・ドンチャン（チ・チャンウク）は、冷凍人間実験を特集する番組を企画する。女性被験者のコ・ミラン（ウォン・ジナ）と共に24時間の予定で冷凍カプセルに入るが、解凍前に予期せぬトラブルが発生し、20年後の2019年に目を覚ます。20年の間に移り変わった世界に戸惑う2人の前に、ドンチャンのかつての恋人ハヨン（ユン・セア）や、ミランの元恋人ビョンシム（シム・ヒョンタク）、大学生のジフン（ボミン）らが現れ、20年越しの多角関係に発展する。しかし、ドンチャンとミランは冷凍人間実験の副作用で体温を31.5°C（高くても33°C以下）に維持しなければならず、心拍数が上がり体温が上昇してしまう恋愛は命に関わることだった。2人の体温を通常に戻すことができる唯一の人物は冷凍人間実験を行ったファン博士（ソ・ヒョンチョル）だが、20年前の事故により記憶を失っており、さらに冷凍人間実験を失敗に終わらせたいある人物によって命を狙われていた。

## 登場人物

### 主要人物
マ・ドンチャン（32/52）
演 - チ・チャンウク
テレビ局TBOの人気プロデューサー。自らの番組の企画で冷凍人間実験の被験者となり、20年後に目を覚ます。
コ・ミラン（24/44）
演 - ウォン・ジナ
大学4年生。ドンチャンが企画したバラエティ番組「無限実験天国」のアルバイトとしてあらゆる実験に参加。ドンチャンと共に冷凍カプセルに入り、20年後に目を覚ます。
ナ・ハヨン（24/44）
演 - ユン・セア、若年期：チェ・ソジン(24)
ドンチャンの恋人。TBOアナウンサーで「無限実験天国」のナレーションを担当していた。ドンチャンの失踪後、記者に転身し、報道局長となる。

### ドンチャン周辺の人物
キム・ウォンジョ（55/75）
演 - ユン・ソクファ
ドンチャンの母。
マ・ピルグ（59）
演 - キム・ウォネ
ドンチャンの父。
マ・ドンシク（29/49）
演 - キム・ウォネ、若年期：カン・ギドゥン
ドンチャンの弟。
マ・ドンジュ（30/50）
演 - チョン・スギョン、若年期：ハン・ダソル
ドンチャンの妹。
ペク・ヨンタク（35/55）
演 - イ・ドヨプ、若年期：イ・ドギョム
ドンジュの元夫。警察官。
イ・ヘジン
演 - イ・ジュヨン
ドンシクの妻。
マ・ソユン（7）
演 - オ・アリン
ドンシク夫妻の娘。

### ミラン周辺の人物
ユ・ヒャンジャ（46/66）
演 - キル・ヘヨン
ミランの母。
コ・ユハン（45/65）
演 - パク・チュンソン
ミランの父。
コ・ナムテ（12/32）
演 - ユン・ナム、若年期：パク・ミンス
ミランの弟。知的発達障害がある。

### 放送局の人々
ソン・ヒョンギ（28/48）
演 - イム・ウォニ、若年期：イ・ホンギ
ドンチャンの後輩AD。後にバラエティ局長となる。
キム・ホンソク（41/61）
演 - チョン・ヘギュン
TBOバラエティ局長。後にTBO社長となる。

### 大学の人々
ファン・ビョンシム（ファン・ドンヒョク）（24/44）
演 - シム・ヒョンタク、若年期：チャ・ソヌ
ミランの元恋人。ミランの失踪後、ヨンソンと結婚する。
オ・ヨンソン（24/44）
演 - ソ・ジョンヨン、若年期：ソン・ジウン
ミランの親友。ミランの失踪後、ビョンシムと結婚する。
パク・ギョンジャ（24/44）
演 - パク・ヒジン、若年期：オ・ハニ
ミランの親友。
ファン・ジフン（19）
演 - ボミン
ビョンシムとヨンソンの息子。大学1年生。
パク・ヨンジュン（19）
演 - カン・ユソク
ジフンの親友。大学1年生。

### 生体凍結研究所の人々
ファン・ガプス（46/66）
演 - ソ・ヒョンチョル
生体凍結研究所博士。冷凍人間実験の終了直前に事故に遭い、記憶を失う。
チョ・ギボム（25/45）
演 - イ・ムセン、若年期：キム・ウク
ファン博士の助手。後に生体凍結研究所博士となる。

### その他の人物
パク・ユジャ
演 - イ・ボンリョン
ギョンジャの姉。占い師。
イ・ソクドゥ
演 - キム・ボプレ
ウンソングループ会長。
イ・ヒョンドゥ
演 - キム・ボプレ
ソクドゥの双子の弟。
イ・ジョンウ
演 - ハン・ギウン
ソクドゥの息子。